# جريس بوست
جُرَيس بوست (باللاتينية: Campanula postii) نوع نباتي ينتمي إلى جنس الجريس من الفصيلة الجريسية.

## الموئل والانتشار
موطنه بلاد الشام وتركيا.

## مرادفات للاسم العلمي
- (باللاتينية: Campanula amana Rech.f.)
- (باللاتينية: Campanula postii subsp. shepardii (Post) P.H.Davis)
- (باللاتينية: Campanula postii (Boiss.) Engl.)
- (باللاتينية: Campanula postii subsp. shepardii (Post) P.H.Davis)
- (باللاتينية: Campanula shepardii Post)
- (باللاتينية: Diosphaera hysterantha Rech.f. & Schiman-Czeika)
- (باللاتينية: Diosphaera hysterantha Rech. f. & Schiman-Czieka)
- (باللاتينية: Diosphaera postii (Boiss.) Bornm.)
- (باللاتينية: Tracheliopsis postii (Boiss.) Buser)
- (باللاتينية: Tracheliopsis postii subsp. shepardii (Post) P.H.Davis)
- (باللاتينية: Trachelium postii Boiss.)